# Royal College of Physicians of Edinburgh

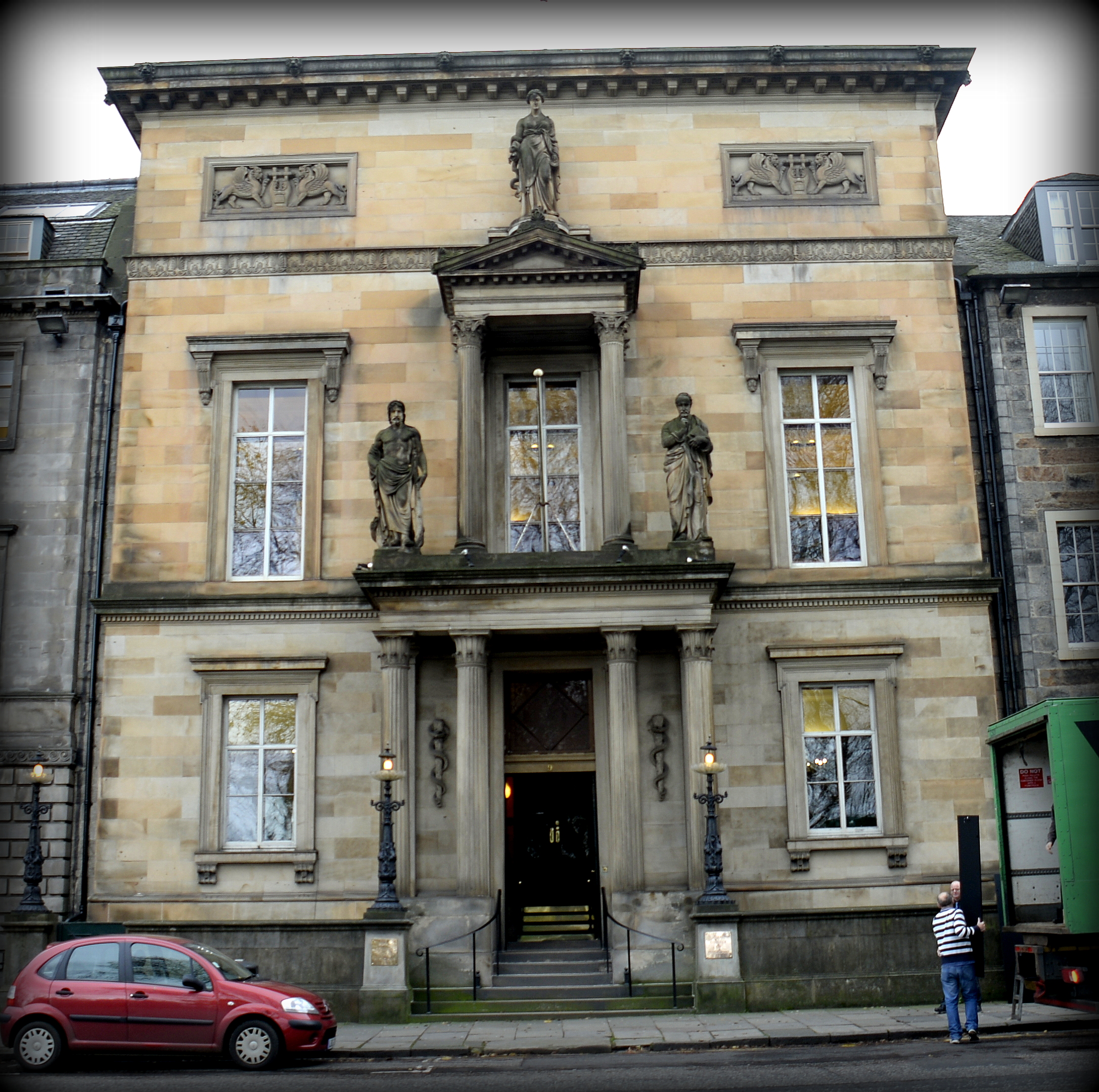
Siedziba Królewskiego Kolegium Lekarskiego w Edynburgu

Royal College of Physicians of Edinburgh (Królewskie Kolegium Lekarskie w Edynburgu) – instytucja wprowadzająca standardy kształcenia lekarzy w Szkocji. Kolegium zostało utworzone w 1681 roku na podstawie aktu królewskiego. Zrzesza 12 tysięcy członków z całego świata.

## Historia
Kolegium zostało utworzone w 1681 roku głównie dzięki staraniom Dr Roberta Sibbalda. Poprzednie próby stworzenia tej instytucji były bezskuteczne. W gronie 21 członków założycieli Kolegium jedenastu było studentami lub absolwentami Uniwersytetu Lejdejskiego. Kolegium otrzymało nowy, zaktualizowany akt prawny w październiku 1861 roku.
Zmiany prawne przeprowadzone w 1920 roku pozwoliły na przyjmowanie do Kolegium kobiet na równych prawach z mężczyznami. W maju 2005 roku dokonano kolejnych zmian w statucie Kolegium.

## Farmakopea Edynburska
Pierwszą, nieudaną próbę stworzenia Farmakopei podjęło Edynburskie Kolegium Lekarskie w 1683 roku, ale pierwsze wydanie Farmakopei ukazało się dopiero w 1699 roku. Współtwórcą Farmakopei Edynburskiej był Robert Sibbald, drugi z kolei prezes Kolegium. Pierwsze wydanie Farmakopei nosiło tytuł Pharmacopoea Colegi Regii Medicorum Edimburgensium. Do 1817 roku było dziewięć wydań po łacinie, następne były w języku angielskim. Od 1864 roku Farmakopea Edynburska, podobnie jak Londyńska i Dublińska występowały łącznie jako Farmakopea Brytyjska.

## Siedziba Kolegium
Początkowo siedzibą Kolegium był budynek położony na Starym Mieście Edynburga. Kamień węgielny pod nowy budynek i bibliotekę na Nowym Mieście położył William Cullen 27 listopada 1775 roku. Budowa trwała aż do roku 1830 i okazała się bardzo kosztowna. Jeszcze przed zasiedleniem budynek został więc sprzedany, a następnie zburzony w 1841 roku. Kolegium nie posiadało własnego budynku w okresie 1843 a 1846 i zmuszone było wynajmować pomieszczenia zastępcze.

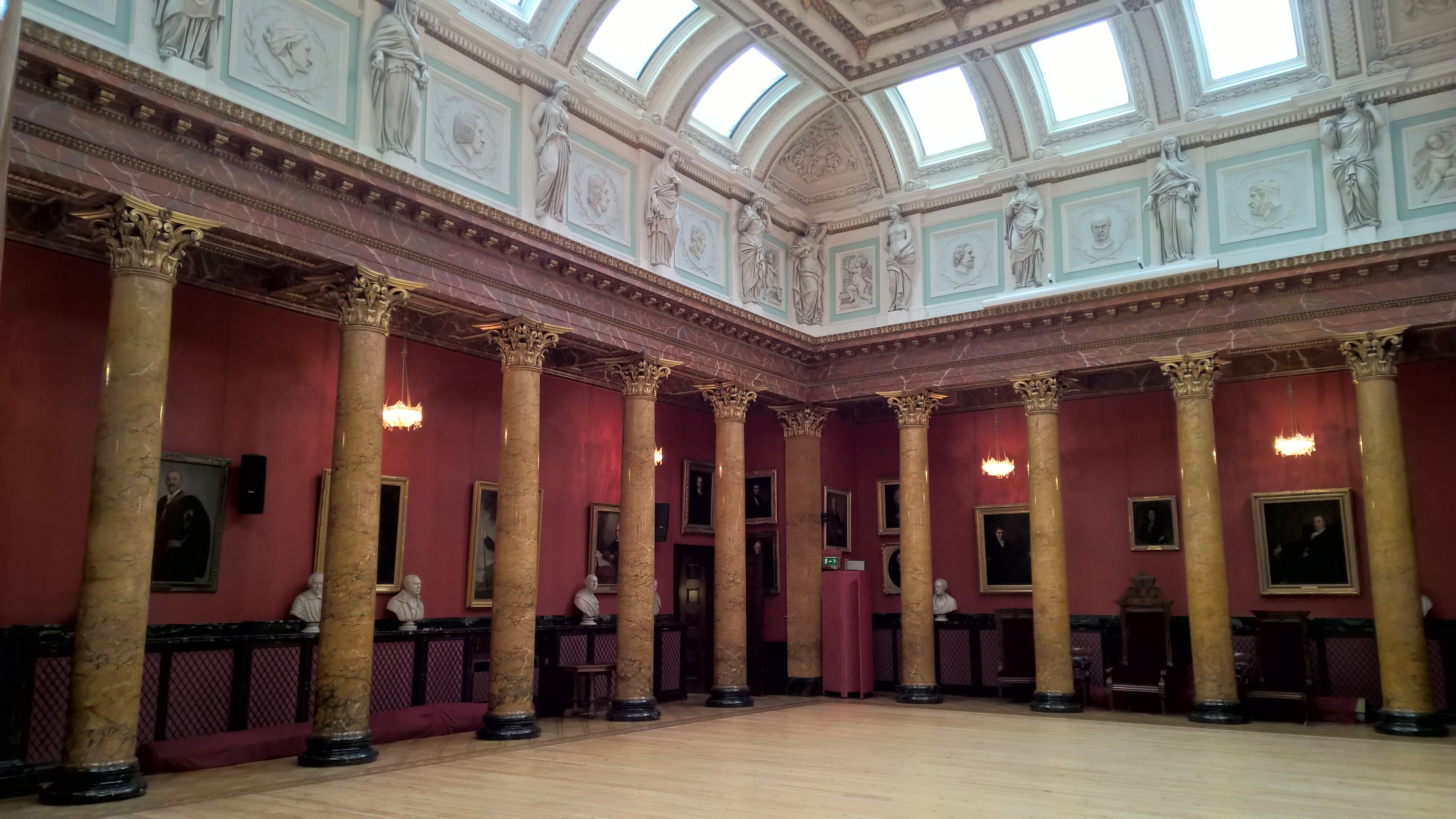
Wielka Sala w siedzibie Kolegium

Kamień węgielny został położony 8 sierpnia 1844 roku pod nowy budynek, którego projektantem był Thomas Hamilton. W 1846 roku ukończono budynek przy Queen Street. W 1868 roku Kolegium zakupiło przylegający do niego budynek, wybudowany w latach 1770–1771 i następnie wynajmowało różnym instytucjom aż do roku 1957. Kolejne dwa budynki zostały zakupione w XX wieku.

## Biblioteka Sibbalda

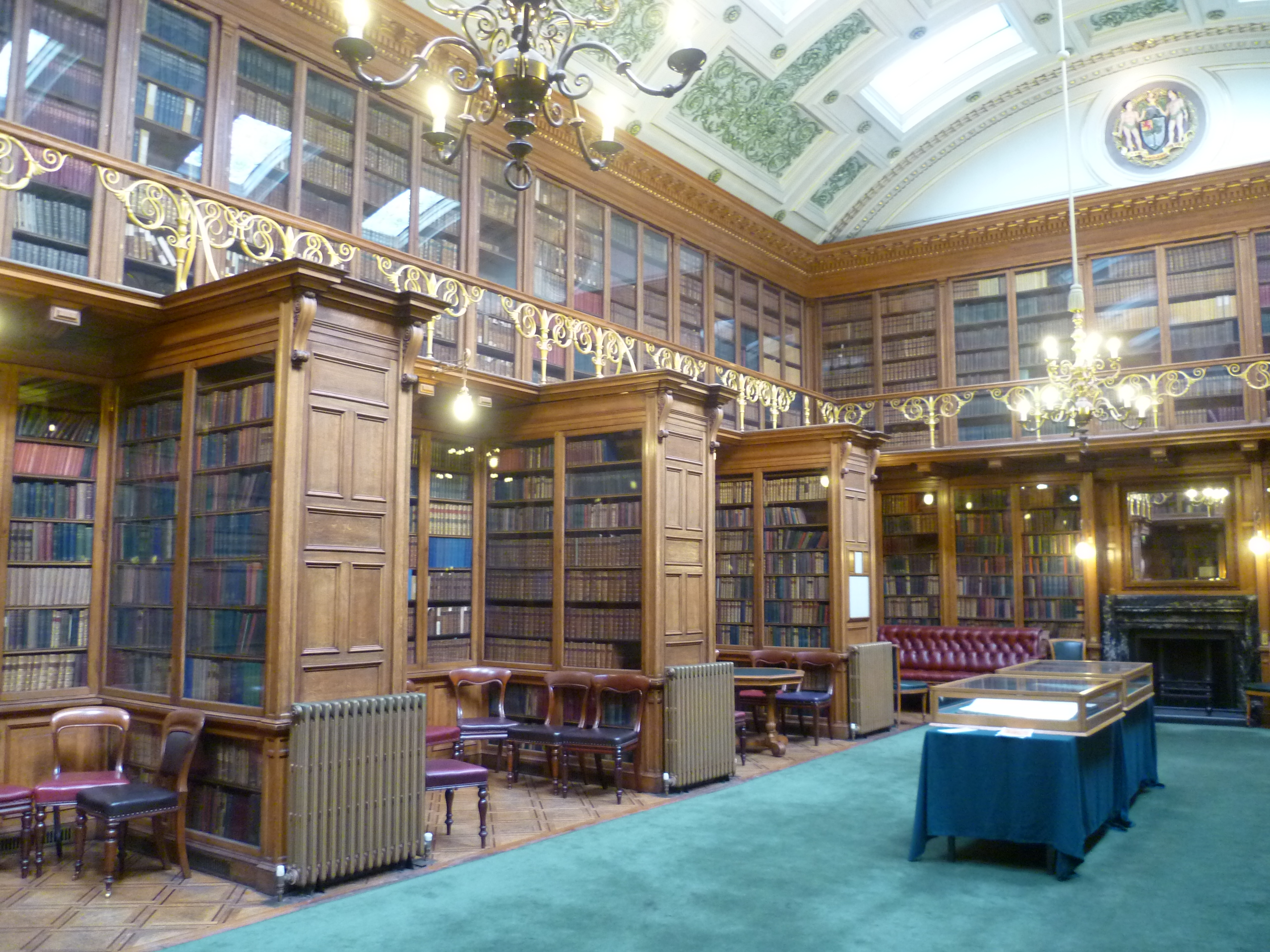
Nowa Biblioteka w siedzibie Kolegium

W 1682 roku Robert Sibbald podarował Bibliotece zbiór około stu książek. Przy końcu XVIII wieku Biblioteka była umiejscowiona w budynku szpitala Royal Infirmary. Biblioteka nosi imię Roberta Sibbalda i zawiera wiele cennych pozycji. Biblioteka posiada nowoczesne oprogramowanie informatyczne, w 2015 roku dokonano digitalizacji 5000 listów Williama Cullena z lat 1750–1790.

## Laboratorium badawcze
W roku 1888 podjęto decyzję o stworzeniu własnego laboratorium badawczego. Laboratorium było początkowo umiejscowione przy ulicy Lauriston, w pobliżu Royal Infirmary. Nowy, trzypiętrowy budynek został zakupiony w 1896 roku i mieścił oddział bakteriologiczny, chemiczny, histologiczny i eksperymentalny. Po stworzeniu Narodowej Służby Zdrowia, laboratorium zostało zamknięte z powodu braku funduszów.

## Publikacje
Królewskie Kolegium Lekarskie w Edynburgu wydaje recenzowane czasopismo Journal of the Royal College of Physicians, założone w 1971 roku.

## Członkowie
Członkiem Królewskiego Kolegium Lekarskiego (MRCP) zostaje się po zdaniu egzaminu organizowanego przez Królewskie Kolegia Lekarskie w Londynie, Edynburgu i Glasgow.